# Маргита (слатинско станиште)
Слатине у околини села Маргита представљају слатинска станишта, природно богатство велике вредности. Ова станишта се налазе на Директиви о стаништима Европске уније као станишта која захтевају неодложиву и приоритетну заштиту због велике угрожености и огромних ботаничких вредности.

## Слатине
Слатине или слана земљишта су земљишта која се налазе под утицајем алкалних соли и у којима је натријум одлучујући фактор. Слатине су хидро-халогене творевине, и у њиховом стварању прва улога припада води и солима. Слатине су земљишта која су услед процеса засољавања и алкализације, односно расољавања и деалкализације, изменила више или мање своје првобитне особине.

## Положај
Слатинска станишта се налазе у околини села Маргита. Маргита је насеље у Србији у општини Пландиште у Јужнобанатском округу. 

## Биљни свет
Од биљног света заступљене су степске и слатинске врсте биљака. Под слатинским биљкама подразумевају се халофитне врсте биљака које могу да толеришу услове високе концентрације соли. То су заштићене и строго заштићене врсте биљака, као што је Camphorosma annua (камфорика), Plantago maritima (слатинска боквица), Arthemisia santonicum (слатински пелин)

## Фактори угрожавања
Фактори који могу да угрозе ово станиште су фрагментација, маргинални утицаји, антропогени утицаји и деградација.
Што се тиче антропогеног утицаја, данас су на овом природном добру све разноврсније делатности које директно или индиректно угрожавају опстанак природних реткости и укупне природне вредности подручја. Добар део природних екосистема човек је до данас, поступно уништавао у циљу добијања пољопривредних површина. Предео је нарушен првенствено због подизања засада воћњака и винограда, ређе и због њива.

## Галерија
- Камилица
- Камфорика - млади изданци
- Слатински пелин
- Поглед на Вршачке планине из Маргите